# Campionato mondiale femminile di pallamano 1973
Il campionato mondiale femminile di pallamano 1973 è stato la quinta edizione del massimo torneo di pallamano per squadre nazionali femminili, organizzato dalla International Handball Federation (IHF). Il torneo si è disputato dal 7 al 15 dicembre 1973 in Jugoslavia, negli impianti di Belgrado, Zagabria, Negotin, Novi Sad, Sombor, Sarajevo, Zavidovići, Sebenico e Varaždin. Vi hanno preso parte dodici rappresentative nazionali. Il torneo è stato vinto per la prima volta dalla Jugoslavia, che in finale ha superato la Romania.

## Formato
Le dodici nazionali partecipanti sono state suddivise in quattro gironi da tre squadre ciascuno. Le prime due classificate di ciascun girone accedono al turno principale, nel quale sono divise in due gironi da quattro squadre ciascuno. Le prime classificate accedono alla finale per la conquista del titolo; le seconde classificate si affrontano per il terzo posto, le terze classificate si affrontano per il quinto posto e le quarte per il settimo posto. Le squadre classificate al terzo posto nel turno preliminare si affrontano in un girone da quattro per definire i piazzamenti finali.

## Nazionali partecipanti
| Modalità                      | Posti | Qualificate                                                            |
| ----------------------------- | ----- | ---------------------------------------------------------------------- |
| Nazionale del Paese ospitante | 1     | Jugoslavia                                                             |
| Campionato mondiale 1971      | 4     | Germania Est Ungheria Romania Germania Ovest                           |
| Torneo di qualificazione      | 5     | Norvegia Danimarca Polonia Unione Sovietica Cecoslovacchia Paesi Bassi |
| Asia                          | 1     | Giappone                                                               |
| Africa                        | 0     | -                                                                      |
| America                       | 0     | -                                                                      |

## Turno preliminare

### Girone A

#### Classifica
| Pos. | Squadra        | Pt | G | V | N | P | GF | GS | DR  |
| ---- | -------------- | -- | - | - | - | - | -- | -- | --- |
| 1.   | Ungheria       | 4  | 2 | 2 | 0 | 0 | 30 | 14 | +16 |
| 2.   | Cecoslovacchia | 2  | 2 | 1 | 0 | 1 | 23 | 21 | +2  |
| 3.   | Germania Ovest | 0  | 2 | 0 | 0 | 2 | 16 | 34 | -18 |

#### Risultati
| Sarajevo 8 dicembre 1973 | Ungheria | 12 – 7 (8-1) | Cecoslovacchia |  |

| Sarajevo 9 dicembre 1973 | Cecoslovacchia | 16 – 9 (8-3) | Germania Ovest |  |

| Sarajevo 10 dicembre 1973 | Ungheria | 18 – 7 (7-3) | Germania Ovest |  |

### Girone B

#### Classifica
| Pos. | Squadra  | Pt | G | V | N | P | GF | GS | DR  |
| ---- | -------- | -- | - | - | - | - | -- | -- | --- |
| 1.   | Romania  | 4  | 2 | 2 | 0 | 0 | 34 | 17 | +17 |
| 2.   | Norvegia | 2  | 2 | 1 | 0 | 1 | 21 | 19 | +2  |
| 3.   | Giappone | 0  | 2 | 0 | 0 | 2 | 21 | 40 | -19 |

#### Risultati
| Zavidovići 8 dicembre 1973, ore 18:00 | Romania | 24 – 12 (10-4) | Giappone |  |

| Zavidovići 9 dicembre 1973 | Norvegia | 16 – 9 | Giappone |  |

| Zavidovići 10 dicembre 1973, ore 19:00 | Romania | 10 – 5 (6-2) | Norvegia |  |

### Girone C

#### Classifica
| Pos. | Squadra          | Pt | G | V | N | P | GF | GS | DR |
| ---- | ---------------- | -- | - | - | - | - | -- | -- | -- |
| 1.   | Unione Sovietica | 4  | 2 | 2 | 0 | 0 | 15 | 10 | +5 |
| 2.   | Polonia          | 1  | 2 | 0 | 1 | 1 | 17 | 19 | -2 |
| 3.   | Germania Est     | 1  | 2 | 0 | 1 | 1 | 15 | 18 | -3 |

#### Risultati
| Sebenico 8 dicembre 1973 | Unione Sovietica | 7 – 4 (4-1) | Germania Est |  |

| Sebenico 9 dicembre 1973 | Unione Sovietica | 8 – 6 | Polonia |  |

| Sebenico 10 dicembre 1973 | Polonia | 11 – 11 (5-4) | Germania Est |  |

### Girone D

#### Classifica
| Pos. | Squadra     | Pt | G | V | N | P | GF | GS | DR  |
| ---- | ----------- | -- | - | - | - | - | -- | -- | --- |
| 1.   | Jugoslavia  | 4  | 2 | 2 | 0 | 0 | 31 | 14 | +17 |
| 2.   | Danimarca   | 2  | 2 | 1 | 0 | 1 | 23 | 15 | +8  |
| 3.   | Paesi Bassi | 0  | 2 | 0 | 0 | 2 | 8  | 33 | -25 |

#### Risultati
| Varaždin 8 dicembre 1973 | Jugoslavia | 20 – 4 (9-2) | Paesi Bassi |  |

| Varaždin 9 dicembre 1973 | Danimarca | 13 – 4 (6-3) | Paesi Bassi |  |

| Varaždin 10 dicembre 1973 | Jugoslavia | 11 – 10 (4-7) | Danimarca |  |

## Turno principale

### Girone E

#### Classifica
| Pos. | Squadra        | Pt | G | V | N | P | GF | GS | DR  |
| ---- | -------------- | -- | - | - | - | - | -- | -- | --- |
| 1.   | Romania        | 6  | 3 | 3 | 0 | 0 | 32 | 24 | +8  |
| 2.   | Ungheria       | 4  | 3 | 2 | 0 | 1 | 37 | 22 | +15 |
| 3.   | Cecoslovacchia | 2  | 3 | 1 | 0 | 2 | 27 | 30 | -3  |
| 4.   | Norvegia       | 0  | 3 | 0 | 0 | 3 | 16 | 36 | -20 |

#### Risultati
| Negotin 12 dicembre 1973 | Ungheria | 14 – 3 (7-1) | Norvegia |  |

| Negotin 12 dicembre 1973 | Romania | 10 – 8 (5-4) | Cecoslovacchia |  |

| Negotin 13 dicembre 1973 | Cecoslovacchia | 12 – 8 (5-5) | Norvegia |  |

| Negotin 13 dicembre 1973 | Romania | 12 – 11 (5-7) | Ungheria |  |

### Girone F

#### Classifica
| Pos. | Squadra          | Pt | G | V | N | P | GF | GS | DR |
| ---- | ---------------- | -- | - | - | - | - | -- | -- | -- |
| 1.   | Jugoslavia       | 4  | 3 | 2 | 0 | 1 | 26 | 24 | +2 |
| 2.   | Unione Sovietica | 3  | 3 | 1 | 1 | 1 | 23 | 23 | 0  |
| 3.   | Polonia          | 3  | 3 | 1 | 1 | 1 | 27 | 28 | -1 |
| 4.   | Danimarca        | 2  | 3 | 0 | 2 | 1 | 32 | 33 | -1 |

#### Risultati
| Zagabria 12 dicembre 1973 | Unione Sovietica | 10 – 10 | Danimarca |  |

| Zagabria 12 dicembre 1973 | Polonia | 9 – 8 | Jugoslavia |  |

| Zagabria 13 dicembre 1973 | Polonia | 12 – 12 (7-7) | Danimarca |  |

| Zagabria 13 dicembre 1973 | Jugoslavia | 7 – 5 (4-3) | Unione Sovietica |  |

### Girone per il piazzamento

#### Classifica
| Pos. | Squadra        | Pt | G | V | N | P | GF | GS | DR  |
| ---- | -------------- | -- | - | - | - | - | -- | -- | --- |
| 9.   | Germania Est   | 6  | 3 | 3 | 0 | 0 | 46 | 26 | +20 |
| 10.  | Giappone       | 4  | 3 | 2 | 0 | 1 | 40 | 38 | +2  |
| 11.  | Germania Ovest | 2  | 3 | 1 | 0 | 2 | 33 | 32 | +1  |
| 12.  | Paesi Bassi    | 0  | 3 | 0 | 0 | 3 | 25 | 48 | -23 |

#### Risultati
| Novi Sad 12 dicembre 1973 | Germania Est | 14 – 5 (8-2) | Germania Ovest |  |

| 12 dicembre 1973 | Giappone | 15 – 11 (9-3) | Paesi Bassi |  |

| 13 dicembre 1973 | Germania Est | 17 – 12 (10-4) | Giappone |  |

| Sombor 13 dicembre 1973 | Germania Ovest | 18 – 5 (12-3) | Paesi Bassi |  |

| Novi Sad 15 dicembre 1973 | Germania Est | 15 – 9 (8-3) | Paesi Bassi |  |

| 15 dicembre 1973 | Giappone | 13 – 10 (5-3) | Germania Ovest |  |

## Fase finale

### Finale 7º posto
| Belgrado 15 dicembre 1973 | Danimarca | 12 – 10 (8-5) | Norvegia |  |

### Finale 5º posto
| Belgrado 15 dicembre 1973 | Polonia | 15 – 13 (6-6) | Cecoslovacchia |  |

### Finale 3º posto
| Belgrado 15 dicembre 1973 | Unione Sovietica | 20 – 12 (11-5) | Ungheria |  |

### Finale
| Belgrado 15 dicembre 1973, ore 19:40 | Jugoslavia | 16 – 11 (7-7) | Romania |  |

## Classifica finale
| Pos.    | Nazione          |
| ------- | ---------------- |
| Oro     | Jugoslavia       |
| Argento | Romania          |
| Bronzo  | Unione Sovietica |
| 4       | Ungheria         |
| 5       | Polonia          |
| 6       | Cecoslovacchia   |
| 7       | Danimarca        |
| 8       | Norvegia         |
| 9       | Germania Est     |
| 10      | Giappone         |
| 11      | Germania Ovest   |
| 12      | Paesi Bassi      |